# Мария далле Карчери
Мария далле Карчери (Maria dalle Carceri) (ум. 1323) — маркиза Бодоницы с 1311.
Представительница веронского рода, прибывшего в Грецию во время Четвёртого крестового похода. Дочь и наследница Гаэтано далле Карчери — правителя 1/6 части Эвбеи.
Вышла замуж за Альберто Паллавичини — маркиза Бодоницы.
В 1311 году в битве при Кефиссо Альберто погиб. Мария далле Карчери обратилась к Венеции за защитой от Каталонской компании, захватившей Афинское герцогство. Венецианцы предложили ей Андреа Корнаро в качестве супруга. Свадьба состоялась в 1312 г.
После этого Андреа Корнаро стал маркизом половины Бодоницы (другую половину унаследовала Гульельма — дочь Марии и Альберто Паллавичини). Он управлял и другим владением жены — 1/6 частью Эвбеи.
В 1319 году Венеция заключила с Арагоном мирный договор, в который включила и маркизат Бодоница. Согласно ему Андреа Корнаро, его жена и падчерица признавали своим сюзереном афинского герцога в лице генерального викария Афин и обязались ежегодно уплачивать дань в размере 4 экипированных лошадей.
Мария далле Карчери умерла в конце 1322 или в начале 1323 года. Её владения в Эвбее захватил Пьетро далле Карчери как близкий родственник. Маркизат Корнаро достался Андреа Корнаро, который управлял своей частью пожизненно, и Гульмельме Паллавичини — дочери Марии от первого мужа.